# Kappa Serpentis
Kappa Serpentis (35 Serpentis) é uma estrela na direção da constelação de Serpens. Possui uma ascensão reta de 15h 48m 44.41s e uma declinação de +18° 08′ 30.4″. Sua magnitude aparente é igual a 4.09. Considerando sua distância de 348 anos-luz em relação à Terra, sua magnitude absoluta é igual a −1.05. Pertence à classe espectral M1III.